# Edison Jazz Award
Der Edison Jazz Award ist Teil des niederländischen Edison Award für die Kategorie Jazz und wird in verschiedenen Unterkategorien seit 1960 verliehen, wobei in einigen Jahren auch kein Preis verliehen wurde.

## Preisträger
- 1960 Robert Prince „OP Jazz“, Thelonious Monk „Alone in San Francisco“ (International Instrumental)

### Jazz International (später auch als Instrumental International)
- 1961 John Coltrane „Giant Steps“
- 1962 Oscar Peterson „Sounds of the Trio“
- 1963 Duke Ellington „Afro Boss“
- 1964 Coleman Hawkins „Today and Now“
- 1965 Oliver Nelson „More Blues and the Abstract Truth“
- 1967 John Coltrane „Ascension“
- 1969 Herb Alpert and the Tijuana Brass „Christmas Album“; Bill Evans „..at the Montreux Jazz Festival“
- 1970 Louis Armstrong „Satchmo“; Quincy Jones „Walking in Space“
- 1972 Quincy Jones „Dollars“
- 1973 Cleo Laine
- 1978 Woody Herman „The New Thundering Herd“
- 1979 Stan Getz „Another World“
- 1980 Dexter Gordon, Johnny Griffin „Great Encounters“
- 1981 Jimmy Raney, Doug Raney „Duets“
- 1982 Wynton Marsalis
- 1983 Bill Evans „Paris Concert, Edition One“
- 1984 Wynton Marsalis „Think of One“
- 1985 Miles Davis „Decoy“ 1987; Tânia Maria „The Lady from Brazil“
- 1988 Paquito D’Rivera „Manhattan Burn“
- 1989 Sadao Watanabe „Elis“
- 1990 Sonny Rollins „Dancing in the Dark“
- 1991 Jon Hendricks and Friends „Freddie Freeloader“
- 1992 The Harper Brothers „Artistry“
- 1993 Branford Marsalis „I Heard You Twice“
- 1995 Tony Bennett „MTV unplugged“
- 1999 Tuck and Patti „Paradise found“
- 2000 Branford Marsalis Quartet „Requiem“
- 2001 St. Germain „Tourist“
- 2002 Pat Metheny Group „Speaking of Now“
- 2003 Mal Waldron „One more time“
- 2004 Dave Douglas „Strange Liberation“
- 2005 Branford Marsalis „Eternal“
- 2006 Andrew Hill „Time lines“
- 2007 Michael Brecker „Pilgrimage“
- 2008 Brad Mehldau Brad Mehldau Trio Live
- 2009 Randy Brecker Randy in Brazil
- 2010 Christian Scott Yesterday you said tomorrow
- 2011 Gerald Clayton The Paris Sessions
- 2012 Christian Scott Christian aTunde Adjuah
- 2013 Joshua Redman
- 2014  Brad Mehldau & Mark Guiliana Mehliana: The Tamming of the Dragon
- 2015 verschoben auf 2016
- 2016 Charlie Haden & Gonzalo Rubalcaba Tokyo Adagio
- 2017 Bill Frisell When You Wish Upon A Star
- 2018 Christian McBride Big Band Bringin’ It
- 2019 Brad Mehldau After Bach

### Nederlands Jazz (später Instrumental National)
- 1961 Rita Reys „Marriage in Jazz“
- 1962 The Diamond Five
- 1963 Dutch Swing College Band
- 1965 Louis van Dijk Trio und Quartett
- 1967 Boys Big Band „Finch Eye“
- 1969 Rita Reys „Today“;  Harry Mooten „The Genius of Harry Mooten“
- 1972 Rita Reys „..sings Burt Bacharach“
- 1973 Rita Reys „..sings Michel Legrand“
- 1989 Bernard Berkhout’s Swingmates „Fascination Rhythm“
- 1990 Rob van Bavel Trio
- 1991 Trio Pim Jacobs featuring Ruud Jacobs „Just Friends“
- 1999 Eric Vloeimans „Bitches and Fairy Tales“
- 1994 Denise Jannah „A heart full of music“
- 2000 New Cool Collective
- 2001 Tony Overwater „OP“
- 2002 Yuri Honing „Seven“
- 2003 Michel Banabila, Eric Vloeimans „VoizNoiz 3“
- 2004 Randal Corsen „Evolushon“
- 2005 Benjamin Herman „Heterogenity“
- 2006 Eric Vloeimans „Summersault“
- 2007 Eric Vloeimans „Gatecrashin“
- 2008 Benjamin Herman Campert
- 2009 Han Bennink, Michiel Borstlap, Ernst Glerum Monk, Volume 1
- 2010 Peter Beets und das Jazzorchester des Concertgebouw Blues for the Date
- 2011 Tineke Postma Dawn of Light
- 2012 Martin Fondse Testimoni
- 2013 Reinier Baas Mostly Improvised Instrumental Indie Music
- 2014 Sebastiaan van Bavel As the Journey Begins
- 2015 verschoben auf 2016
- 2016 Yuri Honing Acoustic Quartet Desire
- 2017 Reinier Baas Princess Discombobulatrix
- 2018 Yuri Honing Acoustic Quartet Goldbrun
- 2019 Jazz Orchestra of the Concertgebouw Crossroads

### Vokal, niederländisch
- 1988 Rita Reys, Louis van Dijk „Two for Tea“
- 2000 Lils Mackintosh „Black Girl“
- 2001 Vandoorn „Love is a golden glue“
- 2002 Susanne Abbuehl „April“

### Vokal, international
Zwischen 2008 und 2017 gab es nur eine Kategorie Jazz Vokal
- 1994 Shirley Horn Here’s to Life
- 2000 Cassandra Wilson Traveling Miles
- 2001 Shirley Horn You’re My Thrill
- 2002 Jimmy Scott Mood Indigo
- 2003 Cassandra Wilson „Belly of the Sun“
- 2007 Silje Nergaard Darkness out of Blue
- 2008 Trijntje Oosterhuis Who’ll speak for love
- 2009 Ilja Reijngoud Quartet, featuring Fay Claassen The Shakespeare Album
- 2010 José James mit Jef Neve (Klavierbegleitung) For All We Know
- 2011 Kurt Elling The Gate
- 2012 Gregory Porter Be Good
- 2013 José James No Beginning No End
- 2014 Gregory Porter Liquid Spirit
- 2016 Cécile McLorin Salvant For One to Love
- 2017 David Linx & Brussels Jazz Orchestra Brel
- 2018 Cécile McLorin Salvant Dreams and Daggers
- 2019 Jacob Collier, Metropole Orkest (unter Jules Buckley) Djesse (Vol.1)
- 2020 Terri Lyne Carrington & Social Science Waiting Game
- 2021 Kurt Elling & Danilo Pérez Secrets Are the Best Stories
- 2022 Brandee Younger Somewhere Different
- 2023 Cécile McLorin Salvant Melusine

### Weltmusik (später als Global)
- 2003 Rubén Blades „Mundo“
- 2004 Oi Va Voi „Laughter through Tears“
- 2005 Amadou & Mariam „Dimanche a Bamako“
- 2006 Anouar Brahem „Le Voyage de Sahar“
- 2007 Wende Snijders „La fille noyée“
- 2008 Gé Reinders Blaos mich ’t landj door
- 2009 Izaline Calister Speransa
- 2010 Lionel Loueke Mwaliko
- 2011 Mariza Fado Tradicional
- 2012 The Gurdjieff Folk Instruments Ensemble o.l.v. Eskenian Music of Georges I. Gurdjieff
- 2013 Concha Buika La noche más larga
- 2014 Dino Saluzzi El Valle de la Infancia
- 2016 Marcus Miller Afrodeezia
- 2017 Dhafer Youssef Diwan of Beauty and Odd
- 2018 New Cool Collective Big Band ft. Thierno Kolte
- 2019 Fatoumata Diawara Fenfo
- 2020 Burna Boy African Giant
- 2021 New Cool Collective ft. Tony Allen Trippin’ Redux
- 2022 Peter Somuah Outer Space
- 2023 Arooj Aftab, Vijay Iyer, Shahzad Ismaily Love in Exile

### Weltmusik National
- 2004 Electro Côco „Côco do Mundo“

### Preis für Gesamtwerk
- 1999 Herbie Hancock
- 2001 Toots Thielemans
- 2002 Wayne Shorter
- 2003 Tony Bennett
- 2004 George Duke
- 2006 Rita Reys
- 2007 Randy Crawford & Joe Sample
- 2008 Piet Noordijk
- 2008 Al Jarreau
- 2009 Dianne Reeves
- 2010 Chaka Khan
- 2011 Ivan Lins
- 2012 Dee Dee Bridgewater
- 2013 Marcus Miller
- 2014 Kurt Elling
- 2014 Greetje Kauffeld
- 2015 Malando Orkest
- 2015 Flairck
- 2016 Metropole Orkest
- 2017 Lee Towers
- 2017 Joshua Redman
- 2018 Patti Austin
- 2018 Angélique Kidjo
- 2019 Carel Kraayenhof
- 2019 Eliane Elias
- 2020 Eric Vloeimans
- 2020 Louis van Dijk
- 2021 Candy Dulfer
- 2022 Dick de Graaf
- 2023 Han Bennink

### Lifetime Achievement Award (Edison Jazz Oeuvreprijs)
- 2008 Al Jarreau
- 2014 Greetje Kauffeld

### Publikumspreis (Jazzism)
- 2000 Denise Jannah
- 2002 Paulien van Schaik, Hein van de Geyn Tenderly
- 2008 Sensuàl (Band mit Sängerin Eva Kieboom) Salve
- 2009 Sabrina Starke Yellow Brick Road
- 2010 Rob van de Wouw  Tunnelvision
- 2011 Ruth Jacott A Tribute to Billie Holiday
- 2012 Bart Wirtz iDreamer
- 2013 Ruben Hein Loose Fit
- 2014 Sebastiaan van Bavel Trio As the Journey Begins
- 2015 Shirma Rouse Shout It Out Loud
- 2016 Karsu Colors
- 2017 Barrelhouse Almost There
- 2018 Fay Claassen Luck Child
- 2019 The Preacher Men Blue
- 2020 Dennis van Aarssen Forever You
- 2021 Margriet Sjoerdsma (Odelion) Northern Lights
- 2022 Jan van Duikeren’s JVD4 & Metropole Orkest Strings Short Stories
- 2023 Eric Vloeimans Wild Port of Europe

### Edison Nescafé World Publikumspreis
- 2003 Zuco 103 „Tales of high fever“

### Blues, Rhythm and Blues
- 1994 Big Sugar „Five hundred pounds“

### DVD
- 2005 Branford Marsalis A Love Supreme
- 2006 Taraf de Haïdouks Continuing Adventures of …
- 2007 Weather Report Live at Montreux 1976
- 2008 Mahavishnu Orchestra Live at Montreux ’84 / ‘74
- 2009 Charles Mingus Epitaph
- 2010 Jon & Jimmy (die Gitarristen Jon Larsen, Jimmy Rosenberg)
- 2011 Aretha Franklin The Legendary Concertgebouw Concert Amsterdam 1968

### Das Dokument (Besondere Ausgaben historischer Aufnahmen)
- 1985 Duke Ellington „56/62 Volume 1-3“
- 2000 Duke Ellington „RCA/Victor Recordings“
- 2001 Miles Davis, John Coltrane „Complete Columbia Recordings“
- 2002 Billie Holiday „Complete Recordings“
- 2003 Charlie Christian „The genius of electric guitar“
- 2004 Verschiedene „Les Tresors du Jazz 1-4“
- 2005 Jules Deelder „Deelder blijft draaien“
- 2006 Thelonious Monk, John Coltrane „At Carnegie Hall 1957“
- 2008 Ben Webster DigBen !
- 2009 Miles Davis Kind of Blue 50. Anniversary im Bereich Jazz, CD-Reihe Onder de Groene Linde (traditionelle Niederländische Volksmusik)
- 2010 Django Reinhardt Manoir de ses reves
- 2011 The Sesjun Radio Shows
- 2012 Jazz at the Concertgebouw (Serie)
- 2014 Miles Davis The Original Mono Recording